# Stagnone (laguna)

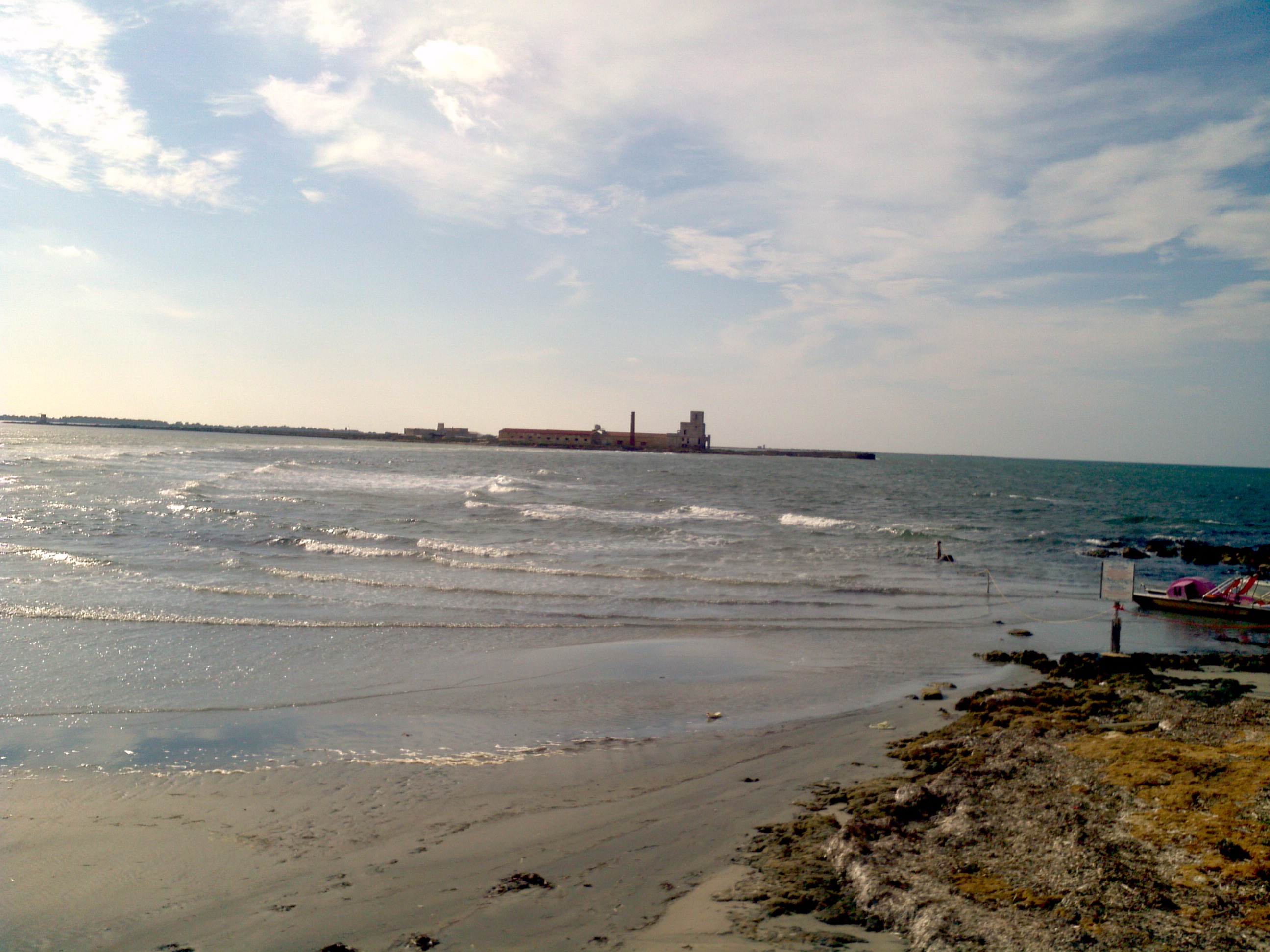
La laguna dello Stagnone, sullo sfondo l'Isola Grande

Lo Stagnone è una laguna, la più vasta della Sicilia, nel territorio del comune di Marsala, in provincia di Trapani.

## Territorio

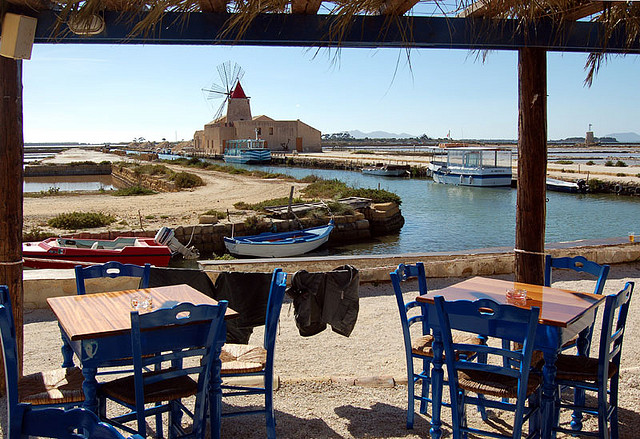
Le saline Ettore Infersa, nello Stagnone

Situata tra Capo Boeo e il promontorio di Birgi, è caratterizzata da acque basse: da 1 a 2 metri, in alcuni punti non più di 20–30 cm. Comprende le isole dello Stagnone. Dal 1984 l'area è Riserva naturale orientata "Isole dello Stagnone di Marsala".
La laguna si è formata in tempi relativamente recenti (non esisteva all'epoca della colonizzazione fenicia di Mozia) in seguito ai movimenti della sabbia dovuti alle correnti sottomarine. Questo ha provocato la chiusura di una parte di mare in origine aperta e quindi, non essendoci correnti necessarie al ricambio, l'acqua è divenuta più stagnante, con una temperatura al di sopra del normale.
L'attività principale dello Stagnone, insieme alla pesca, era quella di estrazione del sale che si esercitava nelle saline del trapanese facendo evaporare l'acqua incanalata in speciali laghetti, per poi raccogliere il prodotto. Il pompaggio dell'acqua e la macinazione del sale erano svolte per mezzo di mulini a vento, alcuni oggi restaurati e funzionanti.

## Punti d’interesse
Presso l’imboccatura sud della laguna dello Stagnone negli anni 1930 fu costruito per la Regia Aeronautica un idroscalo militare rivelatosi di primaria importanza durante il secondo conflitto mondiale. Tra le strutture, visibili anche dalla strada litoranea che conduce verso Marsala, di particolare rilevanza sono le grandi aviorimesse in cemento armato progettate dall’ingegnere Pier Luigi Nervi, note anche come ‘Hangar Nervi’, innovative all’epoca per l’impiego strutturale del cemento armato. 
Nella parte nord della laguna si trovano la Tonnara di San Teodoro, già documentata nel 1272, e la Baia dei Fenici. Nel mezzo, sulla costa, si estendono le Saline Ettore e Infersa, con antichi mulini a vento e la piazza imbarcadero chiamata Mammacaura, oggetto di un restauro del paesaggio dell’architetto Antonino Cardillo, eseguito nella primavera del 2021.

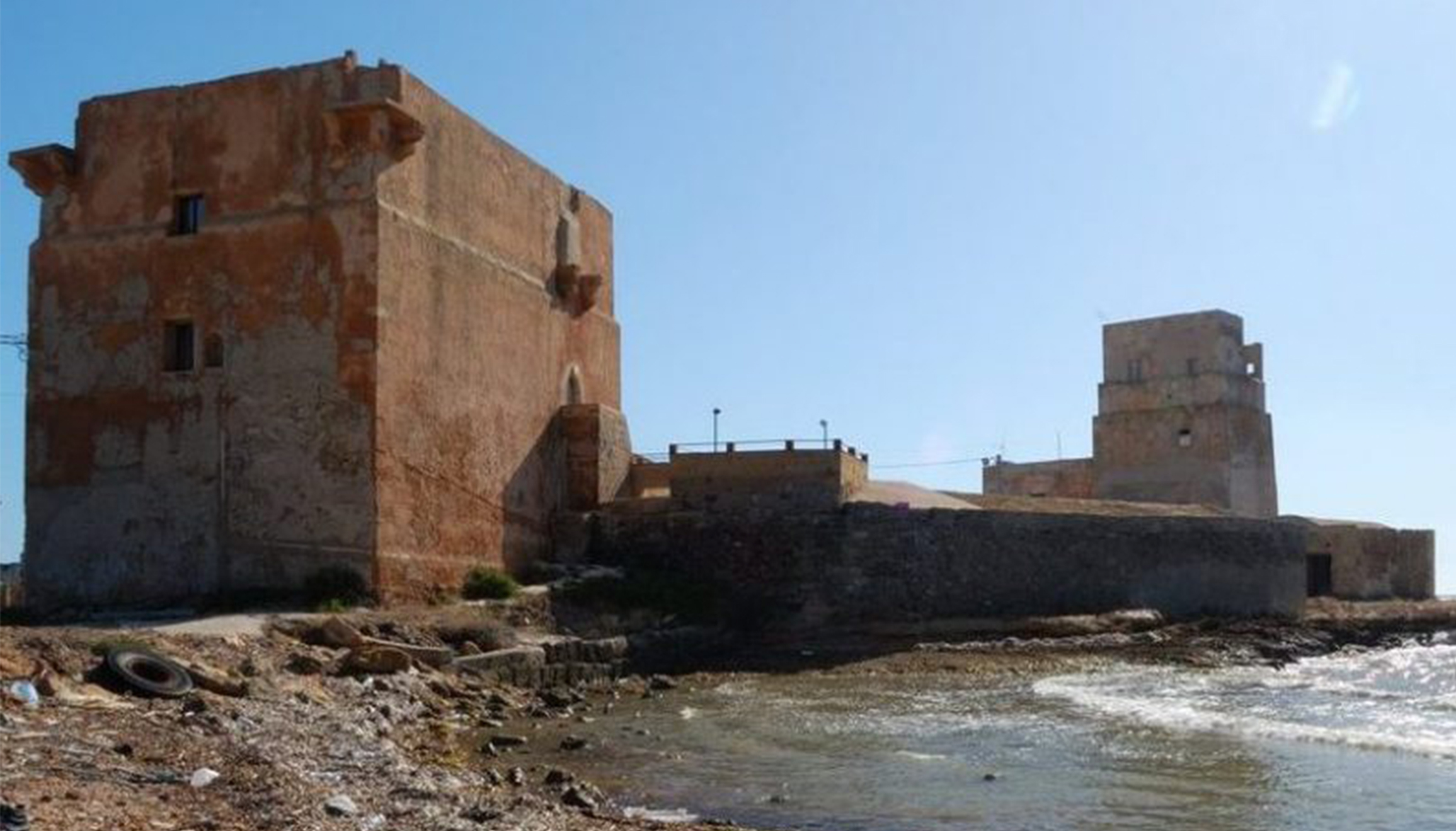
Tonnara di San Teodoro

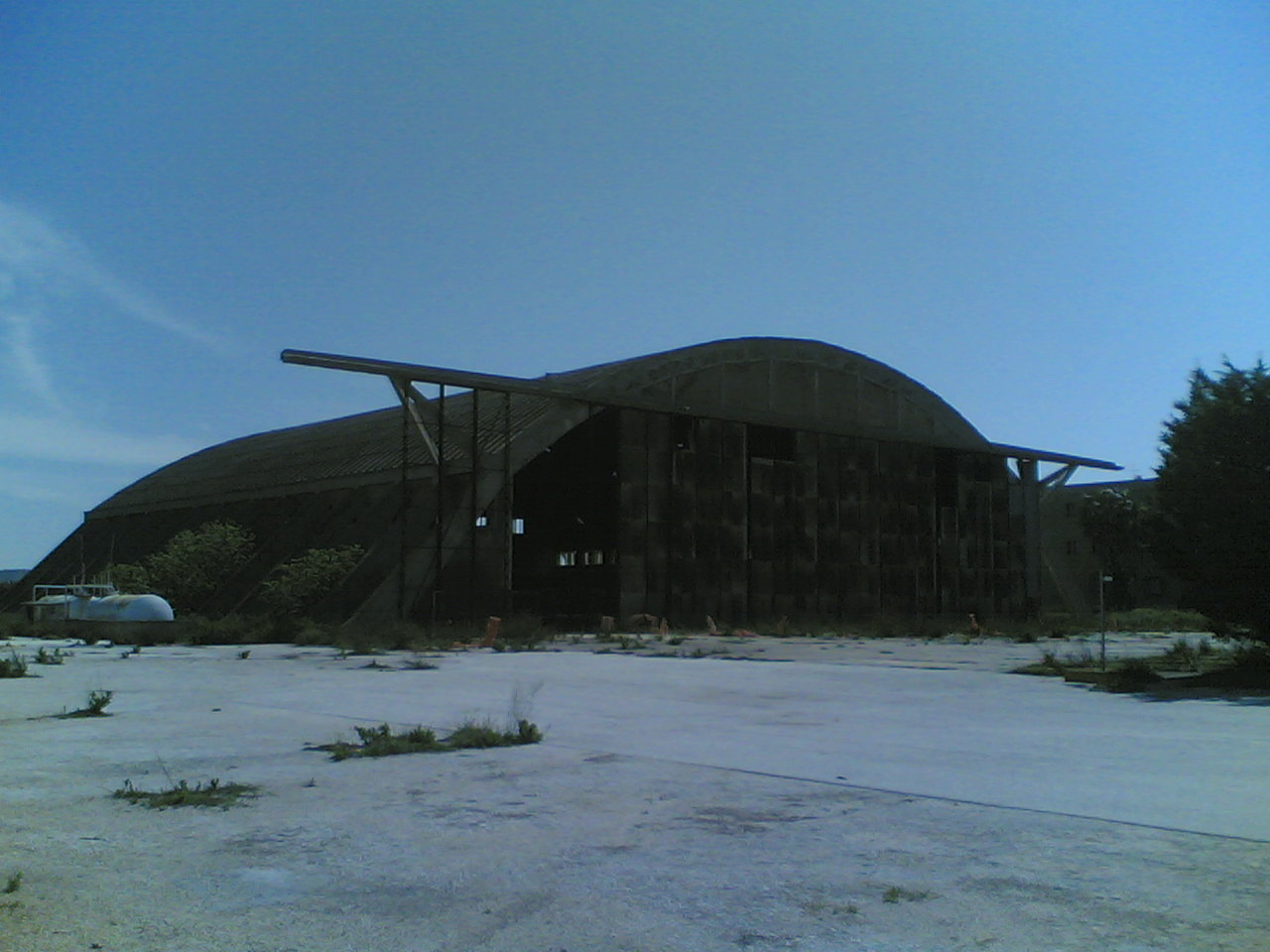
L'hangar Nervi

## Sport Acquatici
lo Stagnone è noto a livello europeo per la pratica del kitesurf e di altri sport acquatici quali il windsurf ed il SUP. Vi sono presenti infatti numerosissime scuole che accolgono ogni anno migliaia di turisti da tutto il mondo.